# Mistrzostwa Europy w Lekkoatletyce 2022 – bieg na 100 m kobiet
Bieg na 100 metrów kobiet – jedna z konkurencji biegowych rozgrywanych podczas lekkoatletycznych mistrzostw Europy na Stadionie Olimpijskim w Monachium.
Tytułu sprzed czterech lat nie obroniła Brytyjka Dina Asher-Smith.

## Terminarz
Źródło: european-athletics.com.
| Data        | Godzina |            |
| ----------- | ------- | ---------- |
| 15 sierpnia | 11:05   | Eliminacje |
| 16 sierpnia | 20:35   | Półfinał   |
| 16 sierpnia | 22:25   | Finał      |

## Rekordy
Tabela prezentuje rekord świata, rekord Europy, rekord mistrzostw Europy oraz najlepsze wyniki na listach światowych w sezonie 2022 przed rozpoczęciem mistrzostw. Źródło: european-athletics.com, worldathletics.org.
|                          | Zawodniczka              | Wynik | Miejsce      | Data                  |
| ------------------------ | ------------------------ | ----- | ------------ | --------------------- |
| Rekord świata            | Florence Griffith-Joyner | 10,49 | Indianapolis | 16 lipca 1998(dts)    |
| Rekord Europy            | Christine Arron          | 10,73 | Budapeszt    | 19 sierpnia 1998(dts) |
| Rekord mistrzostw Europy | Christine Arron          | 10,73 | Budapeszt    | 19 sierpnia 1998(dts) |
| Listy światowe           | Shelly-Ann Fraser-Pryce  | 10,62 | Monako       | 10 sierpnia 2022(dts) |

### Listy europejskie
Tabela przedstawia europejskich zawodników, którzy uzyskali 11 najlepszych wyników w sezonie 2022 przed rozpoczęciem mistrzostw (8 sierpnia) i mieli prawo przystąpić do rywalizacji od fazy półfinału (maksymalnie 3 z jednego kraju lub 4 w przypadku dzikiej karty). Pogrubieni zawodnicy wystąpili na mistrzostwach Europy.
| lp. | Zawodniczka        | Wynik | Data       | Miejsce           |
| --- | ------------------ | ----- | ---------- | ----------------- |
| 1.  | Dina Asher-Smith   | 10,83 | 17 lipca   | Eugene            |
| 2.  | Mujinga Kambundji  | 10,89 | 24 czerwca | Zurych            |
| 3.  | Daryll Neita       | 10,90 | 3 sierpnia | Birmingham        |
| 4.  | Gina Lückenkemper  | 10,99 | 25 czerwca | Berlin            |
| 5.  | Ewa Swoboda        | 11,05 | 18 czerwca | Paryż             |
| 6.  | Diana Vaisman      | 11,06 | 3 lipca    | La Chaux-de-Fonds |
| 7.  | María Isabel Pérez | 11,07 | 25 czerwca | Nerja             |
| 8.  | Pia Skrzyszowska   | 11,12 | 21 maja    | Kalamata          |
| 8.  | Nathacha Kouni     | 11,12 | 9 lipca    | Bulle             |
| 10. | Dafne Schippers    | 11,13 | 3 lipca    | La Chaux-de-Fonds |
| 11. | Imani Lansiquot    | 11,15 | 2 sierpnia | Birmingham        |
| 11. | N'Ketia Seedo      | 11,15 | 3 sierpnia | Cali              |

## Rezultaty

### Eliminacje
Awans: 4 najlepsze z każdego biegu (Q) oraz 3 z najlepszymi czasami wśród przegranych (q). Źródło: european-athletics.com.
| Poz. | Bieg | Tor | Zawodniczka                  | Reprezentacja   | Czas         | Uwagi |
| ---- | ---- | --- | ---------------------------- | --------------- | ------------ | ----- |
| 1.   | 2    | 2   | Delphine Nkansa              | Belgia          | 11,33        | Q     |
| 2.   | 1    | 8   | Zaynab Dosso                 | Włochy          | 11,38        | Q     |
| 3.   | 2    | 4   | Jaël Bestué                  | Hiszpania       | 11,39        | Q     |
| 4.   | 2    | 8   | Ashleigh Nelson              | Wielka Brytania | 11,41        | Q     |
| 5.   | 2    | 3   | Tatjana Pinto                | Niemcy          | 11,43        | Q     |
| 6.   | 3    | 7   | Boglárka Takács              | Węgry           | 11,44 (,439) | Q     |
| 6.   | 1    | 4   | Magdalena Stefanowicz        | Polska          | 11,44 (,439) | Q     |
| 8.   | 1    | 2   | Géraldine Frey               | Szwajcaria      | 11,45        | Q     |
| 9.   | 1    | 5   | Patrizia van der Weken       | Luksemburg      | 11,46        | Q     |
| 10.  | 1    | 6   | Rani Rosius                  | Belgia          | 11,47        | q     |
| 11.  | 3    | 2   | Lorène Dorcas Bazolo         | Portugalia      | 11,48        | Q     |
| 12.  | 3    | 3   | Mallory Leconte              | Francja         | 11,49        | Q     |
| 13.  | 3    | 8   | Rebekka Haase                | Niemcy          | 11,50        | Q     |
| 14.  | 1    | 3   | Milana Tirnanić              | Serbia          | 11,57 (,562) | q     |
| 15.  | 2    | 1   | Irene Siragusa               | Włochy          | 11,57 (,564) | q     |
| 16.  | 1    | 1   | Magdalena Lindner            | Austria         | 11,58 (,573) |       |
| 17.  | 2    | 7   | Mathilde Kramer              | Dania           | 11,58 (,574) |       |
| 18.  | 2    | 5   | Eva Kubíčková                | Czechy          | 11,61        |       |
| 19.  | 3    | 4   | Rafaéla Spanoudaki-Hatziriga | Grecja          | 11,62 (,613) |       |
| 20.  | 2    | 6   | Olivia Fotopoulou            | Cypr            | 11,62 (,620) |       |
| 21.  | 3    | 6   | Sonia Molina-Prados          | Hiszpania       | 11,64 (,632) |       |
| 22.  | 3    | 5   | Gloria Hooper                | Włochy          | 11,64 (,635) |       |
| 23.  | 1    | 7   | Viktória Forster             | Słowacja        | 11,72        |       |

### Półfinały
Awans: 2 najlepsze z każdego biegu (Q) oraz 2 z najlepszymi czasami wśród przegranych (q). Źródło: european-athletics.com.
* Zawodniczki zwolnione z biegów eliminacyjnych.
| Poz. | Bieg | Tor | Zawodniczka            | Reprezentacja   | Czas  | Uwagi   |
| ---- | ---- | --- | ---------------------- | --------------- | ----- | ------- |
| 1.   | 1    | 6   | Daryll Neita*          | Wielka Brytania | 10,95 | Q       |
| 2.   | 3    | 6   | Mujinga Kambundji*     | Szwajcaria      | 11,01 | Q       |
| 3.   | 1    | 5   | Gina Lückenkemper*     | Niemcy          | 11,11 | Q       |
| 4.   | 2    | 6   | Dina Asher-Smith*      | Wielka Brytania | 11,15 | Q       |
| 5.   | 3    | 4   | Ewa Swoboda*           | Polska          | 11,22 | Q       |
| 6.   | 1    | 4   | Imani Lansiquot*       | Wielka Brytania | 11,23 | q       |
| 7.   | 1    | 3   | Zaynab Dosso           | Włochy          | 11,28 | q       |
| 8.   | 2    | 3   | María Isabel Pérez*    | Hiszpania       | 11,35 | Q       |
| 9.   | 3    | 5   | Diana Vaisman*         | Izrael          | 11,36 |         |
| 10.  | 1    | 7   | Géraldine Frey         | Szwajcaria      | 11,38 |         |
| 11.  | 3    | 7   | Delphine Nkansa        | Belgia          | 11,39 |         |
| 12.  | 3    | 3   | Jaël Bestué            | Hiszpania       | 11,40 |         |
| 13.  | 1    | 8   | Lorène Dorcas Bazolo   | Portugalia      | 11,42 |         |
| 14.  | 1    | 2   | Magdalena Stefanowicz  | Polska          | 11,43 |         |
| 15.  | 3    | 2   | Ashleigh Nelson        | Wielka Brytania | 11,47 |         |
| 16.  | 2    | 1   | Boglárka Takács        | Węgry           | 11,49 |         |
| 17.  | 2    | 2   | Patrizia van der Weken | Luksemburg      | 11,51 |         |
| 18.  | 2    | 4   | Rebekka Haase          | Niemcy          | 11,52 |         |
| 19.  | 2    | 8   | Rani Rosius            | Belgia          | 11,53 |         |
| 20.  | 2    | 5   | Nathacha Kouni*        | Szwajcaria      | 11,54 |         |
| 21.  | 3    | 8   | Tatjana Pinto          | Niemcy          | 11,55 |         |
| 22.  | 3    | 1   | Irene Siragusa         | Włochy          | 11,56 |         |
| –    | 2    | 7   | Mallory Leconte        | Francja         | DSQ   | TR 16.8 |
| –    | 1    | 1   | Milana Tirnanić        | Serbia          | DSQ   | TR 16.8 |

### Finał
Źródło: european-athletics.com.
| Poz. | Tor | Zawodniczka        | Reprezentacja   | Czas         | Uwagi |
| ---- | --- | ------------------ | --------------- | ------------ | ----- |
| 01 ! | 6   | Gina Lückenkemper  | Niemcy          | 10,99 (,984) | =     |
| 02 ! | 4   | Mujinga Kambundji  | Szwajcaria      | 10,99 (,989) |       |
| 03 ! | 5   | Daryll Neita       | Wielka Brytania | 11,00        |       |
| 4.   | 7   | Ewa Swoboda        | Polska          | 11,18        |       |
| 5.   | 1   | Imani Lansiquot    | Wielka Brytania | 11,21        |       |
| 6.   | 8   | María Isabel Pérez | Hiszpania       | 11,28        |       |
| 7.   | 2   | Zaynab Dosso       | Włochy          | 11,37        |       |
| 8.   | 3   | Dina Asher-Smith   | Wielka Brytania | 16,03        |       |